# The Beatles: Get Back
The Beatles: Get Back é uma série documental de 2021 dirigida e produzida por Peter Jackson. Ele cobre a produção do álbum de 1970 dos Beatles, Let It Be (que tinha o título provisório de Get Back), e se baseia em grande parte em imagens não utilizadas e material de áudio originalmente capturado para o documentário de 1970 de Michael Lindsay-Hogg, com o mesmo título. A série documental tem uma duração total de quase oito horas, consistindo em três episódios entre duas e três horas, cada um cobrindo períodos aproximadamente semanais de 21 dias de estúdio.
Também co-produzida por Paul McCartney, Ringo Starr, Yoko Ono e Olivia Harrison, a série é apresentada pela Walt Disney Studios em associação com a Apple Corps e a WingNut Films. Ele estreou com três lançamentos diários consecutivos no Disney+ a partir de 25 de novembro de 2021. Uma parte dele, intitulada The Beatles: Get Back – The Rooftop Concert, foi lançada nos cinemas IMAX em várias cidades dos EUA em 30 de janeiro de 2022. Foi então lançado internacionalmente entre 11 e 13 de fevereiro de 2022. The Beatles: Get Back está programado para ser lançado em DVD e Blu-ray em 12 de julho de 2022.
Jackson caracterizou a minissérie como "um documentário sobre um documentário". Get Back recebeu elogios da crítica por sua cobertura do processo criativo do grupo, embora os detratores criticassem o tempo de execução relativamente longo. Os comentaristas o descreveram como um desafio às crenças de longa data de que a criação do álbum Let It Be foi marcada inteiramente por tensões entre os Beatles, mostrando um lado mais otimista de sua produção.

## Produção
Enquanto visitava a Apple Corps para discutir o trabalho em uma possível exposição dos Beatles com realidade aumentada ou virtual, Peter Jackson perguntou à Apple sobre as imagens de arquivo do documentário de 1970 do álbum, ao qual ele teve acesso para um possível novo documentário. Jackson estava hesitante em assinar o projeto por causa de seus temores sobre a amargura há muito relatada em torno da separação dos Beatles. Ao ver a filmagem, ele afirmou mais tarde, que "ficou aliviado ao descobrir que a realidade é muito diferente do mito... Claro, há momentos de drama - mas nenhuma discórdia com a qual este projeto tem sido associado." Sessenta horas de filmagens, filmadas em janeiro de 1969, e mais de 150 horas de áudio do filme Let It Be original foram disponibilizadas para a equipe de Jackson.
A produção de The Beatles: Get Back empregou técnicas de restauração de filmes desenvolvidas para They Shall Not Grow Old, de Jackson. Jackson passou quase quatro anos editando a série. Foi criado com a cooperação de Paul McCartney, Ringo Starr e as viúvas de John Lennon (Yoko Ono) e George Harrison (Olivia Harrison), bem como o supervisor musical Giles Martin (filho de George Martin e produtor regular de  projetos do The Beatles desde 2006). Em um comunicado à imprensa, McCartney disse: "Estou muito feliz que Peter tenha mergulhado em nossos arquivos para fazer um filme que mostra a verdade sobre os Beatles gravando juntos", enquanto Starr ecoou: "Houve horas e horas de nós apenas rindo e tocando música, não como o filme Let It Be que saiu [em 1970]. Houve muita alegria e acho que Peter vai mostrar isso."
A Disney foi persuadida pelos cineastas a permitir a inclusão de palavrões, com avisos de discrição do espectador no início de cada episódio. De acordo com Jackson: "Os Beatles são garotos Scouse e eles xingam livremente, mas não de forma agressiva ou sexual. Conseguimos que a Disney concordasse em usar palavrões, o que eu acho que é a primeira vez para um canal da Disney." Episódios também contêm avisos de discrição do espectador para o uso de tabaco. Como resultado, o lançamento teatral de The Beatles: Get Back - The Rooftop Concert recebeu uma classificação PG-13 pela MPA por "breve linguagem forte e fumo".[carece de fontes?]

## Conteúdo
O corte final cobre 21 dias no estúdio com os Beatles enquanto eles ensaiam para um próximo álbum, show e projeto de filme, e culmina com o show no terraço completo de 42 minutos. Jackson descreveu a série como "um documentário sobre um documentário", bem como "mais difícil" do que Let It Be, uma vez que inclui eventos controversos, como a breve renúncia de Harrison da banda, que o filme original não cobriu. Com exceção de tomadas específicas onde não existe alternativa, a maior parte do material que foi apresentado em Let It Be não foi reutilizado em Get Back, e a série usou principalmente imagens capturadas de ângulos de câmera alternativos no caso de sequências compartilhadas entre as duas obras. De acordo com Jackson, essa escolha foi feita por um desejo de "não pisar nos calos de Let It Be para que ainda seja um filme que tenha uma razão de existir, e nossa [série] seja um complemento a ele".
Ben Sisario, do The New York Times, enfatizou as cenas de abertura da série de janeiro de 1969, com McCartney criando a música "Get Back" "do nada" enquanto esperava Lennon, que estava atrasado. De acordo com Sisario, o único objetivo de Lennon no projeto Get Back era "a comunicação com o público", McCartney pediu à banda para "mostrar entusiasmo pelo projeto ou abandoná-lo", Harrison contemplou abertamente "um divórcio" (da banda), enquanto toda a banda estava desconfortável com a presença de Ono nas sessões. Em outras cenas sinceras, Starr oferece a Ono um chiclete, Linda McCartney e Ono sussurram enquanto a banda toca "Let It Be", Harrison impressiona a banda com um cover de Bob Dylan, McCartney faz covers de "Strawberry Fields Forever" com a aprovação de Lennon, e McCartney defende Ono enquanto lamenta o fim da banda.
Outra cena importante envolve um almoço fora das câmeras entre Lennon e McCartney. Os cineastas colocaram um microfone na planta sobre a mesa sem o conhecimento de ninguém, onde captou a conversa. Durante o almoço, Lennon diz a McCartney que ele se tornou o líder do grupo, o que McCartney nega ("Você ainda é o chefe, eu sou apenas o chefe secundário"). Eles também discutem como trataram Harrison, relembram o passado e discutem o futuro do grupo.

## Lançamento

### Streaminge mídia doméstica
O projeto foi anunciado em 30 de janeiro de 2019, o cinquentenário do show dos Beatles no terraço. Em 11 de março de 2020, o Walt Disney Studios anunciou que adquiriu os direitos de distribuição mundial do documentário de Jackson, agora intitulado The Beatles: Get Back. Foi inicialmente programado para ser lançado nos cinemas pela Walt Disney Pictures em 4 de setembro de 2020 nos Estados Unidos e no Canadá, com um lançamento global em seguida. Em 12 de junho de 2020, foi adiado para 27 de agosto de 2021 devido à pandemia de COVID-19.
Em 17 de junho de 2021, foi anunciado que The Beatles: Get Back seria lançado como uma série documental de três partes no Disney+ no fim de semana de Ação de Graças de 25, 26 e 27 de novembro, com cada episódio com mais de duas horas de duração. Em 16 de novembro, McCartney participou da estreia no Reino Unido de The Beatles: Get Back. Nos primeiros quatro dias de lançamento, a série foi transmitida por um total de 503 milhões de minutos (equivalente a 1,07 milhão de visualizações completas), com pessoas com mais de 55 anos representando 54% da demografia.
A Walt Disney Studios Home Entertainment estava programada para lançar a série em DVD e Blu-ray nos EUA em 8 de fevereiro de 2022. Isso foi adiado, supostamente devido a uma falha técnica com os discos que afetou o som e exigiu reimpressão. Mais tarde, foi reagendado para um lançamento em 12 de julho de 2022.
Durante o evento de exibição ao vivo do IMAX Rooftop Concert em 30 de janeiro de 2022, Jackson afirmou que espera lançar uma edição estendida da série que incluirá três a quatro horas adicionais de imagens de performances inéditas e conversas da banda, bem como novo material bônus e entrevistas. Ele disse que os fãs precisariam ajudar a pressionar a Disney e a Apple Corps para lançar esta edição.

### The Beatles: Get Back – The Rooftop Concert
Um recurso do show no terraço do documentário foi lançado pela Walt Disney Studios Motion Pictures em cinemas IMAX selecionados em 30 de janeiro de 2022, com lançamento global nos cinemas de 11 a 13 de fevereiro. A apresentação de 30 de janeiro foi acompanhada por uma transmissão ao vivo de perguntas e respostas com Jackson. Em resposta a uma pergunta durante as perguntas e respostas, Jackson revelou que ainda havia horas adicionais de filmagens e entrevistas restauradas, mas inéditas. Em 20 de fevereiro de 2022, o filme arrecadou US$ 936.764 nas bilheterias domésticas e US$ 1,2 milhão internacionalmente, totalizando US$ 2,2 milhões em todo o mundo.
Em 30 de janeiro de 2022, The Beatles: Get Back estreou em lançamento limitado nos cinemas em 67 cinemas, arrecadando US$ 391.252 nas bilheterias. Foi lançado novamente em 9 de fevereiro, quando arrecadou aproximadamente US$ 50.468 em 80 cinemas. Foi lançado para um público internacional durante o fim de semana de bilheteria de 11 a 13 de fevereiro, e foi exibido em 181 cinemas em todo o mundo.
Em 28 de janeiro de 2022, o áudio da performance no telhado completa, remixado em Dolby Atmos, foi lançado nos serviços de streaming.

### Marketing
Em 21 de dezembro de 2020, uma montagem prévia de cinco minutos do filme reproduzido, apresentada por Jackson, foi lançada no YouTube e Disney+. O vídeo apresenta os membros da banda dançando, fazendo imitações, rindo, Lennon lendo um artigo de jornal sobre o encontro de Harrison com um fotógrafo, assim como Lennon e McCartney "cantando brincando 'Two of Us' com os dentes cerrados". Um clipe de um minuto do filme foi lançado no YouTube em 12 de novembro, contendo uma cena com os Beatles trabalhando na música "I've Got a Feeling".
O lançamento foi precedido pela publicação de um livro de mesmo nome – o primeiro livro oficial creditado à banda desde The Beatles Anthology (2000) – apresentando uma introdução de Hanif Kureishi. O livro foi inicialmente programado para 31 de agosto de 2021 para coincidir com o lançamento inicial de agosto do documentário, mas foi finalmente lançado em 12 de outubro, antes do documentário. O documentário também foi precedido pelo lançamento de um box set de edição de luxo remixado do álbum Let It Be em 15 de outubro pela Apple Records.

## Episódios
| N.º | Título               | Dirigido por  | Lançamento       |
| --- | -------------------- | ------------- | ---------------- |
| 1 | "Part 1: Days 1–7"   | Peter Jackson | 25 novembro 2021 |
| Os Beatles começam a ensaiar no Twickenham Studios para o que a princípio deveria ser um especial de televisão sobre a gravação de seu próximo álbum, levando a um show ao vivo em um local a ser determinado. A banda ensaia versões embrionárias de músicas que aparecerão no álbum Let It Be, além de algumas músicas que posteriormente foram gravadas para lançamentos solo de John Lennon, Paul McCartney e George Harrison. Yoko Ono está constantemente presente no estúdio, em uma ocasião cantando, e também é mostrada conversando com Linda McCartney. Harrison é acompanhado por amigos do Hare Krishna. O editor musical Dick James aparece e percorre o mais recente catálogo de músicas que adquiriu para a Northern Songs. O diretor Michael Lindsay-Hogg tenta persuadir os Beatles a encerrar o projeto com um impressionante show ao vivo. Após sete dias de ensaios tensos que revelam problemas na motivação e no processo colaborativo dos membros da banda, Harrison deixa o grupo abruptamente. |                      |               |                  |
| 2 | "Part 2: Days 8–16"  | Peter Jackson | 26 novembro 2021 |
| Os ensaios são retomados brevemente em meio à incerteza sobre o futuro da banda. O ator Peter Sellers faz uma aparição estranha. Após uma reunião produtiva com Harrison, os Beatles concordam em abandonar a ideia de um show ao vivo e se mudar para o estúdio da Apple Corps para gravar formalmente o novo álbum. Glyn Johns, engenheiro de gravação e co-produtor das sessões, acha as instalações do estúdio abaixo do padrão e entra em contato com George Martin com um pedido urgente de equipamento de substituição. Billy Preston, um músico que o grupo conheceu em Hamburgo, participa das sessões no piano elétrico. |                      |               |                  |
| 3 | "Part 3: Days 17–22" | Peter Jackson | 27 novembro 2021 |
| Os Beatles continuam gravando enquanto o prazo para a conclusão do projeto, causado pela agenda de filmagens de Ringo Starr para The Magic Christian, se aproxima. McCartney continua esperando que a banda se apresente ao vivo para o público e Lennon conhece o empresário americano Allen Klein pela primeira vez. No penúltimo dia, os Beatles realizam um show sem aviso prévio no telhado do prédio da Apple Corps, atraindo multidões de transeuntes e a atenção da Polícia Metropolitana. |                      |               |                  |